# Cymbidium ballianum
Cymbidium ballianum је врста орхидеја из рода Cymbidium и породице Orchidaceae. Природно станиште је Мјанмар. Нису наведене подврсте у Catalogue of Life.